# Келли, Джо (бейсболист)
Джо́зеф Уи́льям Ке́лли (англ. Joseph William Kelly; родился 9 июня 1988 года в городе Анахайм, Калифорния) — американский бейсболист, выступающий за клуб главной лиги бейсбола «Лос-Анджелес Доджерс». Играет на позиции питчера. Победитель Мировой серии 2018 года в составе «Бостон Ред Сокс» и Мировой серии 2020 года в составе «Доджерс».

## Карьера
Был задрафтован «Сент-Луис Кардиналс» в третьем раунде драфта 2009 года.
Был вызван в МЛБ в июне как замена травмированному Хайме Гарсии. Был назначен стартовым питчером. Дебют состоялся 10 июня 2012 года в поединке против «Индианс», отыграв 5 иннингов, в которых пропустил семь хитов и один ран.
С возвращением Хайме Гарсии и Криса Карпентера, Джо Келли был отправлен в буллпен.

## Стиль игры
В арсенале бросков Джо Келли значится синкер (примерно 50% из всех подач), чуть реже используется 4-seam фастбол, ченджап и кёрвбол.
В игре из-за своей скорости Джо часто используется как пинч-раннер.